# Hubert Lelièvre
Antoine Henri Hubert Lelièvre (Sint-Truiden, 21 april 1903 – Hasselt, 14 mei 1992) was een Belgisch componist en dirigent.

## Levensloop
Lelièvre kreeg zijn eerste muzieklessen bij muziekleraar Paulinckx en de stadsbeiaardier Anatole Van Assche in Sint-Truiden. Naast zijn studie landbouwkunde aan de Katholieke Universiteit Leuven volgde hij een dirigentencursus in Eindhoven. 
Hij was muzikant en dirigent van het toenmalige radio-orkest Radio Palace dat ook optredens als filmorkest voor stomme films verzorgde. Verder was hij dirigent van diverse muziekverenigingen. Als componist schreef hij vijf operettes en vooral werken voor harmonie- en fanfareorkesten.

## Composities

### Werken voor harmonie- of fanfareorkesten
- Beau soir de Vienne, voor harmonieorkest

### Muziektheater

#### Operettes
| Voltooid in | titel                                           | aktes       | première | libretto |
| ----------- | ----------------------------------------------- | ----------- | -------- | -------- |
| 1953        | Amor in mascarade (Pils Brummel bij de kolonel) | 3 bedrijven |          | J. Buys  |